# São Jorge do Patrocínio
São Jorge do Patrocínio est une municipalité brésilienne située dans l'État du Paraná.